# 말루스 시에베르시
신강야평과(Malus sieversii)는 장미과 사과나무속의 식물이며 사과의 원생종들 중 한 종이다. 중앙아시아 카자흐스탄 남부가 원산지이다. 현재 멸종위기종이다.
이 나무는 5~12m까지 자라는 활엽수이며, 한국의 사과와 비슷하다. 최대 7cm 지름의 푸밀라와 현대 사과 품종을 제외하면 신강야평과의 열매가 가장 큰 편이다. 가을에는 빨갛게 단풍이 든다.